# Bócsa
Bócsa là một thị trấn thuộc hạt Bács-Kiskun, Hungary. Thị trấn này có diện tích 97,04 km², dân số năm 2010 là 1822 người, mật độ 19 người/km².